# Kris Slater
Kris Slater, pseudonimo di Andrew James Keefer (Oregon, 17 ottobre 1981 – 19 aprile 2021), è stato un attore pornografico statunitense.

## Biografia
Ha lavorato inizialmente come attore drammatico e recitato all'Ashland Shakespearian
Festival dell'Oregon. Dopo essersi diplomato, si è arruolato nell'esercitò, servendo le armi per due anni alla Schofield BKS, nelle Hawaii. Congedato con onore dopo esser stato coinvolto in un incidente in elicottero dove morirono 7 persone, si è trasferito a Los Angeles lavorando come attore per film hard.

## Riconoscimenti
AVN Awards
- 2006 – Best Oral Sex Scene (video) per Squealer con Kimberly Kane, Jassie, Scott Lyons e Scott Nails[2]
- 2006 – Best Group Sex Scene (video) – Squealer con Kimberly Kane, Smokey Flame, Audrey Hollander, Jassie, Otto Bauer, Scott Lyons e Scott Nails[3]

## Filmografia
- Barefoot Confidential 28 (2003)
- Barely Legal 43 (2003)
- Bikini Babes from Burbank (2003)
- Crack Attack 1 (2003)
- Dripping Wet Sex 7 (2003)
- Evan Essence (2003)
- Fresh Porn Babes 1 (2003)
- Fresh Porn Babes 2 (2003)
- Gag Factor 14 (2003)
- Glazed and Confused 2 (2003)
- Hellcats 2 (2003)
- I Dream Of Dolorian (2003)
- Innocence Candy Girl (2003)
- Jack's Playground 4 (2003)
- Kelly the Coed 17 (2003)
- Love And Bullets (2003)
- Lover's Guide to Self Pleasuring (2003)
- MILTF 8 (2003)
- Orgy Angels 2 (2003)
- Run Mary Run (2003)
- Savanna Takes Control (2003)
- Skin on Skin (2003)
- Skipping Class (2003)
- Sodomy Sandwiches (2003)
- Specs Appeal 14 (2003)
- Specs Appeal 16 (2003)
- Squirting Newcomers 1 (2003)
- Stuck On You (2003)
- Teen Meat 2 (2003)
- Teen Meat 3 (2003)
- Teen Power 4 (2003)
- Teens Never Say No! 2 (2003)
- Test Drive (2003)
- Wet and Messy Big Boobs (2003)
- Wet Brunettes 1 (2003)
- Wet Undies 2 (2003)
- 10 Man Cum Slam 5 (2004)
- 10 Man Cum Slam 6 (2004)
- 18 and Easy 1 (2004)
- Asseaters Unanimous 5 (2004)
- Asseaters Unanimous 6 (2004)
- Assploitations 3 (2004)
- Backseat Bangers 1 (2004)
- Bar Flies (2004)
- Busty Beauties 13 (2004)
- Cheerleader Auditions 2 (2004)
- College Invasion 5 (2004)
- Cum Rain Cum Shine 1 (2004)
- Cum Swappers 1 (2004)
- Cytherea Iz Squirtwoman 2 (2004)
- Deep in Cream 5: Cum on In (2004)
- Don't Tell Mommy 4 (2004)
- Double Parked 10: Lot Full (2004)
- Double Parked 9: Bumper To Bumper (2004)
- Dreams (2004)
- Extreme Teen 37 (2004)
- Fantasy Of Flesh (2004)
- Firebush 1 (2004)
- Firebush 2 (2004)
- First Date 1 (2004)
- First Offense 4 (2004)
- Fresh Porn Babes 4 (2004)
- Fresh Porn Babes 5 (2004)
- Fresh Porn Babes 6 (2004)
- Fuck Me Hard and Cum on My Face (2004)
- Gang Bang Darlings 2 (2004)
- Gangbang Girl 35 (2004)
- Gothsend 1 (2004)
- Gothsend 2 (2004)
- Grudge Fuck 1 (2004)
- Knockin Nurses 3 (2004)
- Latex Cops (2004)
- Latex Nurses (2004)
- MILTF 10 (2004)
- MILTF 9 (2004)
- My Sister's Hot Friend 1 (2004)
- Naughty Little Nymphos 14 (2004)
- One Night In Vegas (2004)
- Pigtail Cuties 2 (2004)
- Pillow Talk (2004)
- Pop 2 (2004)
- Specs Appeal 19 (2004)
- Stick It in My Face 2: That Dick Ain't Gonna Suck Itself (2004)
- Teen Latin Dolls 2 (2004)
- Teen Sensations 8 (2004)
- Teen Sensations 9 (2004)
- Texas Asshole Massacre (2004)
- Total Babe 4: "It" Girls (2004)
- Twisted Tales 1 (2004)
- Uniform Babes: Conduct Unbecumming (2004)
- A Day in the Life (2005)
- American Dreams (2005)
- Asian Erotica (2005)
- Asian Sexual Rhythm (2005)
- Asseaters Unanimous 8 (2005)
- Asseaters Unanimous 9 (2005)
- Babes in Black (2005)
- Beautiful Lies (2005)
- Big Sausage Pizza 4 (2005)
- Bride Bang (2005)
- Butt Blassted 2 (2005)
- A Day in the Life (2005)
- American Dreams (2005)
- Asian Erotica (2005)
- Asian Sexual Rhythm (2005)
- Asseaters Unanimous 8 (2005)
- Asseaters Unanimous 9 (2005)
- Babes in Black (2005)
- Beautiful Lies (2005)
- Big Sausage Pizza 4 (2005)
- Bride Bang (2005)
- Butt Blassted 2 (2005)
- Caliente (2005)
- Camera Girl's POV (2005)
- Camp Cuddly Pines Power Tool Massacre (2005)
- Caught in the Act (2005)
- Cheating Housewives 1 (2005)
- Cold Coupling (2005)
- College Dropouts 2 (2005)
- Confessions Of An Anal Heiress (2005)
- Cum Swappers 3 (2005)
- Dani Woodward and Friends (2005)
- Dillan's Day Off (2005)
- Dreamcummers (2005)
- Filthy Rich (2005)
- Fine Ass Bitches 1 (2005)
- Girl Play (2005)
- Girls Night Out 1 (2005)
- Girly Thoughts 2 (2005)
- Glamour Sluts 1 (2005)
- Guilty Pleasures (2005)
- Handjob Heaven (2005)
- High Def XXX 1 (2005)
- Hypnotik Illusions (2005)
- Innocence Ass Candy (2005)
- Iron Head 3 (2005)
- Juicy Creampies 2 (2005)
- Lanny's Summer Daze (2005)
- Lick Clique (2005)
- Love Letters (2005)
- Lovers Lane (2005)
- MILF Cruiser 4 (2005)
- MILF Cruiser 5 (2005)
- MILF Seeker 4 (2005)
- MILF Seeker 5 (2005)
- MILF Seeker 7 (2005)
- My Friend's Mom Is a Hottie 1 (2005)
- Naked Red Lips (2005)
- New Devil in Miss Jones (2005)
- No Holes Left Unfilled 2 (2005)
- Pirates (2005)
- Psychotic (2005)
- Put It Wherever 1 (2005)
- Road Trixxx 3 (2005)
- Salvation (2005)
- Secret Desires (2005)
- Sexual Auditions (2005)
- Silver Label (2005)
- Squealer (2005)
- Stalker (2005)
- Supersquirt 1 (2005)
- Teen Sneakers 2 (2005)
- TNT Babes 2 (2005)
- Who Let The Whores Out 1 (2005)
- Wild in Vegas (2005)
- Women On Top Of Men 1 (2005)
- World Series of Sex: Blow Jobs (2005)
- Asian Parade 1 (2006)
- Asian Parade 2 (2006)
- Asian Parade 3 (2006)
- Asian Poke Holes 1 (2006)
- Barely Legal 18th Birthday 1 (2006)
- Barely Legal Innocence 4 (2006)
- Big Sausage Pizza 7 (2006)
- Blondes Eat More Cum (2006)
- Bubble Butts Galore 3 (2006)
- Bubble Butts Galore 4 (2006)
- Class Reunion 2 (2006)
- Cocktails 5 (2006)
- College Wild Parties 7 (2006)
- College Wild Parties 8 (2006)
- Cream Crazed Cuties (2006)
- Cum Rain Cum Shine 2 (2006)
- Deep Inside Asia (2006)
- Erotic Encounters (2006)
- Fast Times at Naughty America University 2 (2006)
- Frat House Fuckfest 2 (2006)
- Her First Anal Sex 10 (2006)
- Housewives Unleashed 18 (2006)
- Huge Boobs Galore 2 (2006)
- Jamaican Vacation (2006)
- McKenzie Made (2006)
- MILF Seeker 11 (2006)
- My Friend's Hot Mom 5 (2006)
- Nikki Benz: Simply Blonde 2 (2006)
- Party Mouth (2006)
- Prime Cuts 2 (2006)
- Prime Cuts Mature (2006)
- Secret Lovers (2006)
- Straight Guys For Gay Eyes: Kris Slater (2006)
- Teen Hitchhikers 8 (2006)
- Tight Teen 1 (2006)
- Tight Teen 2 (2006)
- Time For Briana (2006)
- Weapons of Ass Destruction 5 (2006)
- Anal Fuck Auditions 2 (2007)
- Aqua Erotic (2007)
- Asian Parade 4 (2007)
- Ass Worship 10 (2007)
- Auto Bang Sluts 2 (2007)
- Before They Were Stars 1 (2007)
- Blind Dates Exxxposed (2007)
- Bubble Butts Galore 5 (2007)
- Bubble Butts Galore 6 (2007)
- Cookies And MILF 2 (2007)
- Desperate MILFs and Housewives 1 (2007)
- Desperate MILFs and Housewives 2 (2007)
- Desperate MILFs and Housewives 3 (2007)
- Double Penetration Tryouts 1 (2007)
- Double Penetration Tryouts 2 (2007)
- Double Penetration Tryouts 3 (2007)
- Evil Anal 2 (2007)
- HandyMan 4 (2007)
- Huge Boobs Galore 4 (2007)
- It's a Mommy Thing 2 (2007)
- Loca Latina Sluts 1 (2007)
- Loca Latina Sluts 2 (2007)
- MILF Seeker 12 (2007)
- MILF Seeker 13 (2007)
- MILFs Gone Anal 3 (2007)
- My First Sex Teacher 10 (2007)
- My First Sex Teacher 8 (2007)
- My Friend's Hot Mom 8 (2007)
- Potty Mouth (2007)
- Pounding Black Booties 2 (2007)
- Seduced by a Cougar 2 (2007)
- Tantric Sex Secrets (2007)
- Whack Jobs 2 (2007)
- Wife Switch 1 (2007)
- American MILF 2: Enter the Cougar (2008)
- Anal Fuck Auditions 5 (2008)
- Ass on Tap (2008)
- ATK Petite Amateurs 2 (2008)
- ATK Pregnant Amateurs 1 (2008)
- Award Winning 3 Way Scenes (2008)
- Bachelor Party Fuckfest 7 (2008)
- Behind the Cyber Door (2008)
- Bubble Butts Galore 7 (2008)
- Butt Buffet 3 (2008)
- College Wild Parties 12 (2008)
- Cream Pie Blowout 3 (2008)
- Desperate MILFs and Housewives 4 (2008)
- Desperate MILFs and Housewives 5 (2008)
- Desperately Seeking Cock 2 (2008)
- Desperately Seeking Cock 3 (2008)
- Doctor Adventures.com 1 (2008)
- Enticed By My Friends Mom (2008)
- Escape From Women's Prison (2008)
- Fresh Off the Boat 2 (2008)
- Gag Factor 27 (2008)
- Head Case 3 (2008)
- Housewife Bangers 11 (2008)
- I Scored a Soccer Mom 7 (2008)
- Identity (2008)
- It's a Mommy Thing 4 (2008)
- Latex Sex (2008)
- MILF Riders 3 (2008)
- MILF Riders 4 (2008)
- Mother's Milk (2008)
- Muffin Tops (2008)
- Not The Bradys XXX: Marcia Marcia Marcia (2008)
- Red White And Goo (2008)
- Reverse Bukkake 9 (2008)
- Straight Guys For Gay Eyes and For Women Too!: Porn Stars (2008)
- Tennis Ballin' RXF (2008)
- Tom Byron's Award Winning 3-Way Scenes (2008)
- Wicked Wives: A Voyeur's Diary (2008)
- X Marks the Spot (2008)
- 18 and Dangerous (2009)
- About To Bust (2009)
- Another Man's MILF (2009)
- Asian Party Sluts 1 (2009)
- Ass Fanatic 6 (2009)
- Babewatch: Lifeguard On Duty (2009)
- Barely Legal 98 (2009)
- Barely Legal 99 (2009)
- Barely Legal Brand Spankin' New (2009)
- Big Breast Nurses 2 (2009)
- Big Tit Cream Pie 3 (2009)
- Big Tits at School 5 (2009)
- Bossy MILFs 1 (2009)
- Bossy MILFs 2 (2009)
- Brazen and Unshaven (2009)
- Bree's Beach Party 2 (2009)
- Bree's Big Campout (2009)
- Cougar Tales 2 (2009)
- Couples Camp 1 (2009)
- Cum Scene Investigation 6 (2009)
- Deep Down Inside 1 (2009)
- Desperate MILFs and Housewives 6 (2009)
- Desperate MILFs and Housewives 7 (2009)
- Desperate MILFs and Housewives 8 (2009)
- Desperately Seeking Cock 4 (2009)
- Do Me Right 2 (2009)
- Double D's and Derrieres 4 (2009)
- Erotic Enchantment (2009)
- Gag Factor 29 (2009)
- Girl Next Door 9 (2009)
- Guide to Threesomes (2009)
- House of Wicked (2009)
- How I Did a MILF (2009)
- Intense Climax (2009)
- Jenny Hendrix's House of Sex and Fetish (2009)
- Learning Curves 1 (2009)
- Lisa Ann: MILF Trainer (2009)
- Lust 1 (2009)
- Lust 2 (2009)
- Lust 3 (2009)
- MILF and Cookies (2009)
- MILF Chronicles 4 (2009)
- MILF Seeker 15 (2009)
- MILF Seeker 17 (2009)
- MILFs in High Heels (2009)
- Mobster's Ball 2 (2009)
- Most Likely To Suck Seed (2009)
- No Panties Allowed 1 (2009)
- Not Monday Night Football XXX (2009)
- Not The Bradys XXX: Pussy Power (2009)
- Nurses of Boobsville (2009)
- Pornstar Athletics 2 (2009)
- Rockstar Pornstar (2009)
- Roommates (2009)
- Scrubs: A XXX Parody (2009)
- Secret Diary of a Secretary (2009)
- Sideline Sluts: Cheerleader Confessions (2009)
- Spin the Bottle (2009)
- Sportin' Big Boobs (2009)
- Succubus of the Rouge (2009)
- Super Moms (2009)
- Teen Squirts (2009)
- This Ain't Ghost Hunters XXX (2009)
- This Ain't Happy Days XXX 1 (2009)
- This Ain't Happy Days XXX 2: Fonzie Luvs Pinky (2009)
- This Ain't Hell's Kitchen XXX (2009)
- This Ain't The Partridge Family XXX (2009)
- Tied and Sodomized (2009)
- TILF 2 (2009)
- Uncontrollable (2009)
- Uncontrolled Arousals (2009)
- We Love Redheads 1 (2009)
- Welcome to Boobsville (2009)
- Whore Training: Learning the Ropes (2009)
- 10 Quickies (2010)
- 3 Days in June (2010)
- Alektra's Dirty Mind (2010)
- All New Beaver Hunt 2 (2010)
- American Made: Alexis Ford (2010)
- Asian Party Sluts 2 (2010)
- Attack Of The Great White Ass 5 (2010)
- Barely Legal 104 (2010)
- Barely Legal Bikini Blondes 2 (2010)
- Big Breast Nurses 3 (2010)
- Big Breast Nurses 5 (2010)
- Big Tits Round Asses 19 (2010)
- Bree's Beach Party 3 (2010)
- Bree's Dirty Diary (2010)
- Busty Ones (2010)
- CFNM Secret 5 (2010)
- Chatroom (2010)
- Cheerleaders Academy (2010)
- Contessa's Chateau of Pleasure (2010)
- Cougar Prowl (2010)
- Cougars of Boobsville (2010)
- Couples Seeking Teens 4 (2010)
- CSI: Miami: A XXX Parody (2010)
- Debbie Duz Dishes Again (2010)
- Desperate MILFs and Housewives 10 (2010)
- Desperate MILFs and Housewives 9 (2010)
- Desperately Seeking Cock 6 (2010)
- Desperately Seeking Cock 8 (2010)
- Dreamgirl (2010)
- Femdom Ass Worship 3 (2010)
- Femdom Ass Worship 4 (2010)
- Fetish Fucking (2010)
- Foot Fantasy Freaks (2010)
- Foot Fetishes Exposed (2010)
- Girl Trouble (2010)
- Hometown Girls 2 (2010)
- Hosed (2010)
- I Love Threeways (2010)
- Maid to Order (2010)
- Mean Amazon Bitches 3 (2010)
- Mean Dungeon 2 (2010)
- MILF Seeker 18 (2010)
- MILF Seeker 19 (2010)
- MILF Seeker 20 (2010)
- Not The Bradys XXX: Bradys Meet The Partridge Family (2010)
- Not The Cosbys XXX 2 (2010)
- Nurse Jobs (2010)
- Office Perverts 3 (2010)
- Official Bounty Hunter Parody 1 (2010)
- Official Friday The 13th Parody (2010)
- Pandora's XXX Toy Box (2010)
- Racked and Stacked 3 (2010)
- Roseanne The XXX Parody (2010)
- Sanatorium (2010)
- Secretary's Day 4 (2010)
- Sex And The City The XXX Parody: In Search of the Screaming O (2010)
- Slut Camp 1 (2010)
- Study Buddy Booty Call (2010)
- Teen Tapes (2010)
- Texass Tales (2010)
- Top Heavy Chef: A XXX Parody (2010)
- Until There Was You (2010)
- Wicked Games (2010)
- 40 Dolla Make You Holla (2011)
- Ass Masterpiece 5 (2011)
- Barely Legal Casting Sessions (2011)
- Big Breast Nurses 7 (2011)
- Big Titty MILFs 15 (2011)
- Black and Blue (2011)
- Blind Date (2011)
- Brand New Faces 29 (2011)
- Bride Bangers 1 (2011)
- Cock Stuffed (2011)
- Cocktail Moms (2011)
- Coed Debutantes 1 (2011)
- Cougar's Prey 6 (2011)
- Desperate MILFs And Housewives 11 (2011)
- Eat Some Ass 3 (2011)
- Femdom Ass Worship 8 (2011)
- Filthy Family 3 (2011)
- Foot Fuckers (2011)
- Fresh (2011)
- Friends with Benefits (II) (2011)
- Homeless And Horny (2011)
- I Know That Girl 1 (2011)
- Internal Injections 3 (2011)
- Internal Injections 5 (2011)
- It's Okay She's My Mother In Law 8 (2011)
- Keeping It Up For The Kard-ASS-ians 2 (2011)
- Kinky Sex (2011)
- Like Father Like Son 2 (2011)
- Mean Facesitters 1 (2011)
- MILF Seeker 23 (2011)
- Mothers Teaching Daughters How To Suck Cock 9 (2011)
- My Dad's Hot Girlfriend 8 (2011)
- My Favorite Emosluts (2011)
- My First Sex Teacher 24 (2011)
- My First Sex Teacher 25 (2011)
- My Sister's Hot Friend 24 (2011)
- Naughty Rich Girls 6 (2011)
- Office Perverts 7 (2011)
- Office Perverts 8 (2011)
- Official Bounty Hunter Parody 5 (2011)
- Official Halloween Parody (2011)
- Pervs on Patrol 4 (2011)
- POV Auditions 2 (2011)
- Protect Me From Love (2011)
- Senora Seductions (2011)
- Sexy (2011)
- Spin on My Cock 4 (2011)
- Squirtatious 1 (2011)
- Swinging (2011)
- This Ain't Nurse Jackie XXX (2011)
- Truth Dare or Bare (2011)
- Twistys Twisted Fantasies (2011)
- Unfinished Business (2011)
- University Gang Bang 9 (2011)
- XXX Avengers (2011)
- Your Mom's a Cougar (2011)
- Your Mom's Hot (2011)
- 2 Chicks Same Time 10 (2012)
- 3 Day Rule (2012)
- AMK Hardcore (2012)
- Buffy The Vampire Slayer XXX: A Parody (2012)
- Corrupt Schoolgirls 1 (2012)
- Cougarland (2012)
- Cougars vs. Kittens (2012)
- Craving 2 (2012)
- Eva Angelina: No Limits (2012)
- Filthy Family 7 (2012)
- Fresh Squeeze Pussy Juice (2012)
- Home Affairs 2 (2012)
- House Rules (2012)
- I Like 'Em Young (2012)
- Immortal Love (2012)
- It's Okay He's My Stepbrother 2 (2012)
- It's Okay He's My Stepbrother 3 (2012)
- Love Blossoms (2012)
- MILF Seeker 24 (2012)
- My Dad's Hot Girlfriend 10 (2012)
- My First Sex Teacher 28 (2012)
- My First Sex Teacher 29 (2012)
- My First Sex Teacher 30 (2012)
- My Friend's Hot Mom 28 (2012)
- My Friend's Hot Mom 30 (2012)
- My Friend's Hot Mom 31 (2012)
- My Naughty Massage (2012)
- My Sister's Hot Friend 27 (2012)
- My Sister's Hot Friend 28 (2012)
- My Wife's Hot Friend 14 (2012)
- Naughty Office 27 (2012)
- Poolside Pussy (2012)
- Racked and Stacked 8 (2012)
- Real Slut Party 8 (2012)
- Revenge Of The Petites (2012)
- Rich Teen Sluts (2012)
- Scale Bustin Babes 44 (2012)
- Seduced By A Cougar 21 (2012)
- She's the One (2012)
- Soccer Moms (2012)
- Star Wars XXX: A Porn Parody (2012)
- Teacher's Got a Tight Pussy 5 (2012)
- Throated 37 (2012)
- Tonight's Girlfriend 9 (2012)
- Ultimate Fuck Toy: Riley Reid (2012)
- Unfaithful (2012)
- Voila (2012)
- Wanna Fuck My Daughter Gotta Fuck Me First 14 (2012)
- Ass Masterpiece 11 (2013)
- Booty Pageant (2013)
- Cougars and Cubs (2013)
- Divorcees (2013)
- Everybody Loves Big Boobies 8 (2013)
- Everybody Loves Sara Sloane (2013)
- Feeding Frenzy 11 (2013)
- Filthy Family 10 (2013)
- Frosty Faces (2013)
- Homecoming (2013)
- I Was A Mail Order Bride (2013)
- If You Only Knew (2013)
- Joy Fuck Club 7 (2013)
- Just Visiting (2013)
- Let Me Suck You 5 (2013)
- My Dad's Hot Girlfriend 14 (2013)
- Not the Bradys XXX: Marcia Goes to College (2013)
- Porks and Recreation: The XXX Parody (2013)
- Seduced by a Cougar 25 (2013)
- Seduced by a Cougar 27 (2013)
- Sperm Bank (2013)
- This Ain't Girls XXX (2013)
- This Ain't Terminator XXX (2013)